# 26743 Laichinglung
26743 Laichinglung este o planetă minoră (asteroid), cu un diametru de 6,923 km, din centura de asteroizi. A fost descoperită pe 30 aprilie 2001 la Desert Beaver Observatory⁠(d) de William Kwong Yu Yeung. 
Obiectul prezintă o orbită caracterizată de o semiaxă mare de 3,0425893 UAi, o excentricitate de 0,08, o înclinație de 9,15921 ° în raport cu ecliptica.